# Epipremnum carolinense
Epipremnum carolinense és una espècie de planta amb flors del gènere Epipremnum i de la família de les aràcies (Araceae).

## Descripció
Epipremnum carolinense és una enfiladissa de grans dimensions i perennifoli, que arriba fins a 20 m d'alçada. Té flors petites de color groc verd amb un centre groc. Les flors estan disposades en una espiga solta i unilateral. La llavor és una llavor petita, rodona i negra. Les plàntules són petites, verdes i tenen dues fulles oposades.

## Distribució i hàbitat
L'àrea de distribució nativa d'aquesta espècie és a les illes Carolines, que en formen part de la Micronèsia i Palau.
En el seu hàbitat creix principalment al bioma tropical humit.

## Taxonomia
Epipremnum carolinense va ser descrita per Heinrich Gustav Adolf Engler i publicat a Botanische Jahrbücher für Systematik, Pflanzengeschichte und Pflanzengeographie 31: 459, a l'any 1901.
Etimologia
Epipremnum: nom genèric de dues paraules gregues ἐπί (damunt) i πρέμνον (soca).
carolinense: epítet geogràfic que al·ludeix a la seva àrea de distribució illes Carolines.